# Mötet i Västerås 1466
Mötet i Västerås 1466 var ett riksmöte som öppnades 1 november 1466 i Västerås och där mötet ber Karl Knutsson till återkomma som svensk kung. 
På riksmötet, med representanter från alla landskap norr om Mälaren, skickades den 1 november ett brev till Karl Knutsson där de bad honom att återkomma för att ta tillbaka sin rättmätiga tron. Men Karl Knutsson själv var skeptisk till möjligheten att återigen bli kung eftersom han fortfarande mindes hur maktlös han hade varit den förra gången. I ett brev till Nils Sture den 22 april 1467 uttryckte han också sin ovilja att bli kung under de rådande förhållandena och uppmanade därför Nils att inta slotten Örebro, Stegeborg och Stegeholm som fortfarande hölls av ärkebiskopens män.